# Burcht (dierenverblijf)

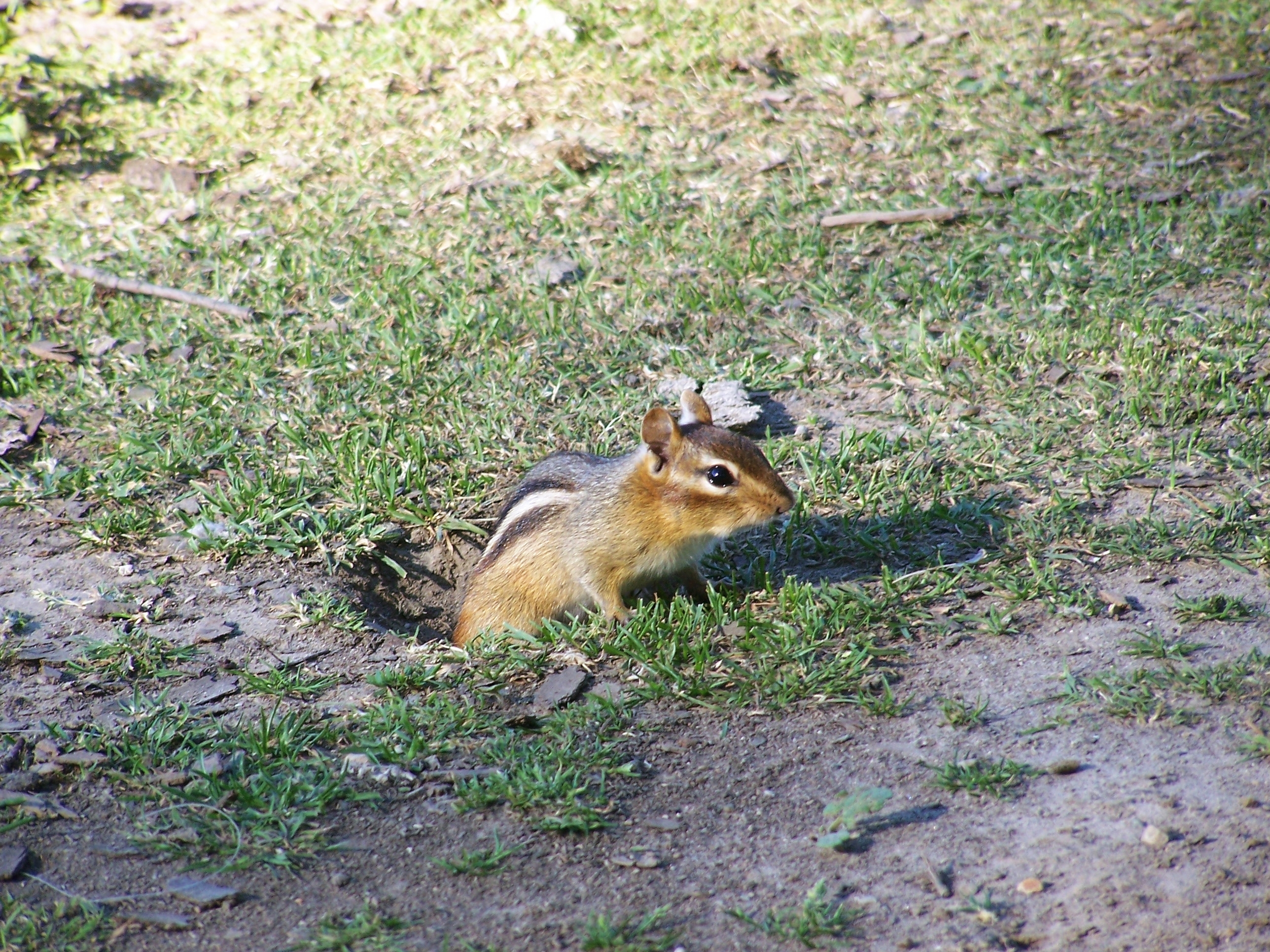
Uitgang van een burcht

Een burcht is een ondergronds dierenverblijf met meerdere ingangen, die door kleine zoogdieren wordt gegraven. De burcht wordt gebruikt om te schuilen, te slapen, te eten en om jongen te werpen. Vossen willen nog weleens de burcht van een ander dier in gebruik nemen, waarbij de oorspronkelijke bewoner wordt verjaagd.
De bekendste dieren die een burcht bewonen zijn:
- Vos
- Das
- Europese otter
- Bever
- Konijn
- Marmot